# Serguéi Chajotin
Serguéi Stepánovich Chajotin (Constantinopla, 13 de septiembre de 1883-Moscú, 24 de diciembre de 1973) fue un microbiólogo y sociólogo ruso.
Se lo puede considerar uno de los creadores de la propaganda moderna, utilizada en Alemania de Weimar para enfrentar la creciente influencia de Adolf Hitler. El Partido Socialdemócrata de Alemania, al cual Tschachotin pertenecía en ese entonces, rehusó aplicar los métodos de contrapropaganda recomendados por Tschachotin, causando en parte el ascenso al poder del Partido Nacionalsocialista Obrero Alemán. A pesar de esto, Tschachotin se las arregló para publicar su propaganda en ciertos sectores de Alemania, contra la opinión de su partido. En aquellos sectores el Partido Socialdemócrata obtuvo más seguidores que el Partido Nacionalsocialista.